# Ирония на съдбата или честита баня.Продължение.
„Ирония на съдбата или честита баня. Продължение“ (на руски: „Ирония судьбы. Продолжение“) е руска лирична комедия, продължение на „Ирония на съдбата или честита баня“ на Елдар Рязанов на режисьора Тимур Бекмамбетов. Премиерата на филма се състоя на 21 декември 2007 г. Новата сюжетна картина е едновременно продължение и римейк, направен по схемата "деца на героите": героите на оригиналната творба имат деца (продължение на оригинална история), между които възникват същите сблъсъци, както и между техните родители (стар сюжет, адаптиран към нов контекст).
Създаването на филма беше обявено през 2005 г., към годишнината от картината на Рязан, която навърши 30 години. Сценарият на филма е написан от Олексий Слаповски.

## Сюжет
Според традицията на 31 декември Евгений Лукашин, Павел и Александър отиват заедно на баня. Минаха много години. Героите са остарели, Михаил (Георгий Бурков) вече не е между живите. Този път Женя наруши традицията и вместо него Павло покани в сауната сина на Женя Костя. Костя беше налят с водка и принуден (въпреки факта, че Костя не може да пие) да пие.
Изпадайки в забрава, Костя идва в съзнание в непознат апартамент, виждайки пред себе си кутия със сълзотворен газ. Надя, дъщерята на Надя Василивна, насочи балона към него. Надя е в паника – в леглото й лежи непознат мъж.

## В ролите
- Андрей Мягков — Евгений Михайлович Лукашин
- Барбара Брилска — Надя Василивна Шевельова
- Константин Хабенски е Константин Евгенович Лукашин, син на Евгений Лукашин и Хали
- Елизавета Боярска - Надя Иполитивна, дъщеря на Надя Василивна и Иполит Георгийович
- Сергей Безруков - Ираклий Петрович Измайлов, годеникът на Надя, младши
- Юрий Яковлев - Иполит Георгийович
- Михаил Ефремов - Дядо Коледа
- Евгения Доброволска - Снежанка
- Валентина Тализина - Валя (най-добрата приятелка на Надя старша)
- Александър Ширвиндт - Павлик (приятел на Женя)
- Александър Белявски — Сашко (един от Женя)
- Игор Савочкин - Коля граничар

## Отзиви и оценки
„Ирония на съдбата. Продължението получи смесени отзиви от критиците. Филмът беше оценен положително от Film.ru, TimeOut, авторския проект на Алекс Екслер, KG-portal и редица други публикации. Рязко негативна рецензия публикува списание Афиша. Онлайн вестник Lenta.ru похвали актьорския състав, хумора и атмосферата на филма, но критикува картината за прекомерно позициониране на продукти.